# Meringopus naitor
Meringopus naitor är en stekelart som beskrevs av Aubert 1986. Meringopus naitor ingår i släktet Meringopus och familjen brokparasitsteklar. Inga underarter finns listade i Catalogue of Life.